# Xanthophytum attopevense
Xanthophytum attopevense är en måreväxtart som först beskrevs av Jean Baptiste Louis Pierre och Charles-Joseph Marie Pitard, och fick sitt nu gällande namn av Hsien Shui Lo. Xanthophytum attopevense ingår i släktet Xanthophytum och familjen måreväxter. Inga underarter finns listade i Catalogue of Life.